# Martín Cequeira
Martín Cequeira (Resistencia, Chaco, Argentina, 24 de abril de 1988) es un jugador y entrenador de baloncesto argentino que actúa en la posición de base en Alvear de Villa Ángela, en el Torneo Pre-Federal de Chaco.
Integró el plantel de la selección de Chaco que conquistó el Campeonato Argentino de Básquet de 2012, jugando junto a otros grandes talentos provinciales como Ariel Zago, Rubén Wolkowyski y Christian Schoppler.
Es hermano del también baloncestista Luis Cequeira.

## Trayectoria

### Clubes como jugador
| Club                           | País      | Año             |
| ------------------------------ | --------- | --------------- |
| Quilmes de Mar del Plata       | Argentina | 2004 - 2005     |
| Argentino de Junín             | Argentina | 2005 - 2006     |
| La Unión de Formosa            | Argentina | 2006 - 2008     |
| Alvear de Villa Ángela         | Argentina | 2008 - 2011     |
| Asociación Española de Charata | Argentina | 2011 - 2012     |
| Alvear de Villa Ángela         | Argentina | 2012 - 2014     |
| Monte Hermoso Basket           | Argentina | 2014 - 2015     |
| Villa Ángela Basket            | Argentina | 2015 - 2017     |
| Hindú Club                     | Argentina | 2017 - 2019     |
| Sarmiento de Resistencia       | Argentina | 2019 - 2020     |
| Alvear de Villa Ángela         | Argentina | 2021 - Presente |

### Clubes como entrenador
| Club                   | País      | Año  |
| ---------------------- | --------- | ---- |
| Alvear de Villa Ángela | Argentina | 2022 |